# Flugplatz Renneritz

i7
i11
i13
Der Flugplatz Renneritz (ICAO-Code: EDOX) ist ein Sonderlandeplatz in Renneritz, einem Ortsteil der Stadt Sandersdorf-Brehna in Sachsen-Anhalt. Er ist für Luftfahrzeuge bis 2 Tonnen Gewicht sowie An-2 zugelassen und wird vom Segelflugverein Wolfen e. V. betrieben. Der Flugplatz verfügt über eine 1000 m lange Grasbahn. Im Jahre 2003 fand die 4. Landesmeisterschaft im Streckensegelflug Sachsen-Anhalt am Flugplatz Renneritz statt.